# Деев, Владимир Николаевич
Владимир Николаевич Деев (21 января 1925 — 29 октября 1944) — красноармеец, стрелок, Герой Советского Союза.

## Биография
Родился 21 января 1925 года в Омске в семье рабочего.
В 1938 году с родителями переехал в Ульяновск. После окончания семилетки работал на Машиностроительном заводе им. Володарского.
Летом 1942 года под Севастополем погибает старший брат – Аркадий. И тогда Владимир настойчиво добивается, чтобы его призвали в армию. С 1943 года на фронте. Участвует в боях под Ленинградом и в Эстонии.
В июле 1944 года одним из первых переправился через реку Нарва, на шоссе Нарва–Таллин гранатами подавил ДЗОТ, подбил танк, поджёг 7 автомашин противника, захватил 7 пленных. Был представлен к званию Героя Советского Союза. Когда освобождение Эстонии уже завершалось, в боях за полуостров Сырве, при попытке подавить ДЗОТ был смертельно ранен осколком гранаты.
Умер в госпитале 29 октября 1944 года.
Звание Героя Советского Союза присвоено указом от 24 марта 1945 года (посмертно).
Похоронен на кладбище Вананымме, в деревне Метсалыука, остров Сааремаа.

## Память
- Именем Деева в 1959 году был назван военный городок (эст. Dejevo) в Эстонии на острове Сааремаа (современный Каруярве).
- Улица Деева в Ульяновске.
- В 1965 году школе в Ульяновске присвоено его имя (гимназия № 44).
- В «столице» эстонского острова Сааремаа городе Кингисеппе был установлен памятник, названа улица (в настоящее время — улица Аллеэ (эст. Allee tänav)[3]).
- В 1958 году возле ДК 1 Мая на Нижней Террасе был установлен Бюст-памятник Герою, а в 2007 году он был перенесён на территорию гимназии № 44, носящее его имя.
- в Ульяновске существует Детский оздоровительный лагерь имени В. Н. Деева.
- В 2016 году на Аллее Славы у ДК имени 1-го Мая (Ульяновск) установлен памятник «Герою Дееву В. Н.».
- Имя Владимира Деева нанесено на стелу «Герои-володарцы» Памятника погибшим воинам-володарцам в городе Ульяновск.
- На стене школы № 5 в Ульяновске, в которой он учился, установлена мемориальная доска.

- Бюст Герою Советского Союза Дееву В. Н. в Ульяновске
- Могила Владимира Деева на кладбище Вананымме (крайняя слева)
- Стела «Герои-володарцы»
- Мемориальная доска на школе № 5, Ульяновск
- Памятник Дееву в Курессааре, Эстония. Снесён в 1990-х годах

## Награды
- Герой Советского Союза;
- орден Ленина;
- медаль «За оборону Ленинграда».